# أولاد عزوز (حارت حمري 2)
أولاد عزوز هو دُوَّار يقع بجماعة دار بوعزة، إقليم النواصر، جهة الدار البيضاء سطات في المملكة المغربية. ينتمي الدوّار لمشيخة حارت حمري 2 التي تضم 3 دواوير. يقدر عدد سكانه بـ 6254 نسمة حسب الإحصاء الرسمي للسكان والسكنى لسنة 2004.

## روابط خارجية
- البوابة الوطنية للجماعات الترابية
- المندوبية السامية للتخطيط